# Bohemund
Bohemund je ime više normanskih (normandijskih) vojvoda. 
Bohemund I. (rođen oko 1057., umro 1111.), sin Roberta Guiscarda; vojvoda od Taranta, istaknuti sudionik Prvoga križarskog rata. Od 1098. knez od Antiohije. Da sačuva za sebe Antiohiju, ratovao s Bizantom i Seldžucima, koji su ga i zarobili. Vrativši se iz zarobljeništva, u Italiji organizira (1104.) nove čete za vojni pohod na Istok. Godine 1107. ulazi ponovno u rat s Bizantom, ali je, nakon neuspjele opsade Drača, bio prisiljen sklopiti mir s carem Aleksijem I. (1108). Pripremajući se na novu vojnu, umro je u Pugli. Njegovi istoimeni nasljednici (Bohemund II., Bohemund III., Bohemund IV., Bohemund V., Bohemund VI., Bohemund VII.) bili su više od stoljeća i pol knezovi od Antiohije, a od Bohemunda IV. (oko 1173–1233) i grofovi od Tripolija. Izgubivši Antiohiju, koju je 1268. zauzeo egipatski sultan Baibars, Bohemund VI. (1237. – 1275.) povukao se u Tripoli. Njegov sin Bohemund VII. (umro 1287) uzalud je nakon Baibarsove smrti pokušavao ponovno osvojiti Antiohiju. Dvije godine nakon Bohemundove smrti i Tripoli je pao pod vlast egipatskog sultana.

## Poveznice
- Normani#Antiohija
- Kneževina Antiohija